# Gaz

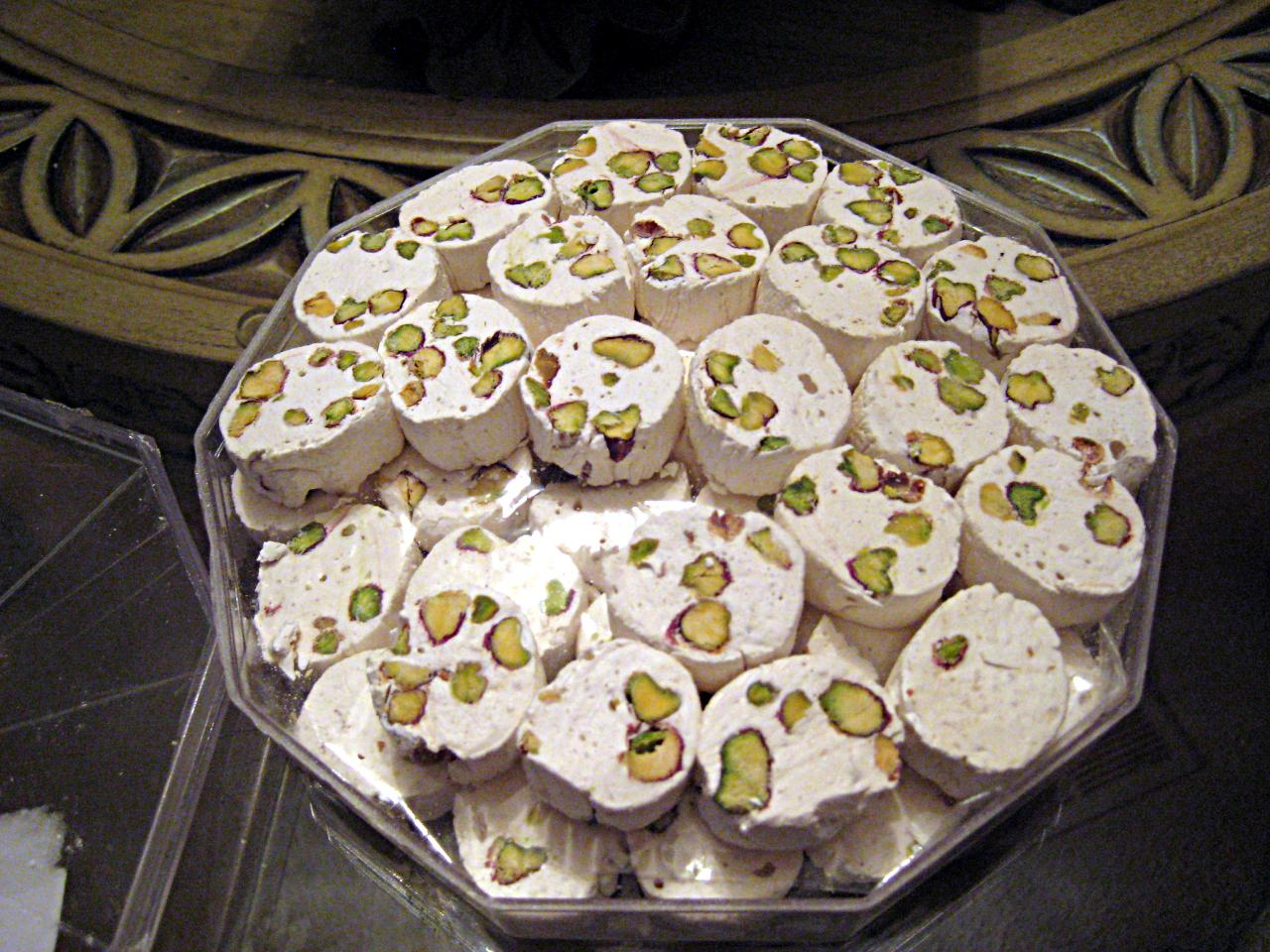
Gaz

Gaz (persisch: گز) ist eine persische Süßigkeit, die aus  Zucker oder Honig, Eischnee, dem milchigen Saft der Tamariskenpflanze und Pistazien, Mandeln (fakultativ) und Rosenwasser hergestellt wird. 
Gaz ist weißer Nougat und wird vor allem in drei Varianten verkauft: als großer „Kuchen“, in stark getrockneter Form in kleinen Scheiben und als kleine Quader als Konfekt.
Das weichere Gaz ähnelt in seiner Konsistenz eher einem Marshmallow und wird in mundgerechten Portionen (Ca.-Maße: 2 cm × 2,5 cm × 3,5 cm) in Plastikfolie einzeln eingeschweißt.

Stark getrocknetes Gaz wird in fingerdicken Scheiben von ca. 3 cm Durchmesser in Pralinenschachteln mit Mehl verpackt, damit es keine Luftfeuchtigkeit aufnimmt.
Bessere Qualitäten werden in fingerdicke „Kuchen“ von ungefähr zwölf Zentimeter Durchmesser geschnitten und in Schachteln verkauft.

Die Konsistenz der frischen Ware ist eher zäh, die der weiter dehydrierten Form eher spröde.
Gaz ist eine regionale Spezialität von Isfahan und wird traditionell vor allem zum Fest Nouruz gegessen.